# Scrittura sistematica
Le scritture sistematiche si riferiscono a un metodo di organizzazione e documentazione delle informazioni in modo coerente e unitario. 

## Descrizione
Le scritture sistematiche sono caratterizzate da una struttura ben definita e da un linguaggio standardizzato. Questo permette di organizzare e reperire facilmente le informazioni, facilitando la comprensione e l'analisi dei dati. L'utilizzo delle scritture sistematiche risale al medioevo.
Si differenziano dalle scritture cronologiche che organizzano le informazioni in base all'ordine temporale in cui si sono verificate in quanto le scritture sistematiche organizzano le informazioni in base a categorie o temi specifici.
Nelle aziende di medie dimensioni, le scritture sistematiche sono spesso utilizzate per documentare processi e procedure, rendendoli replicabili e trasparenti. Ad esempio, un'azienda potrebbe avere scritture sistematiche per il registro cronologico, per il libro mastro.